# Golden Globe 1945
La cerimonia di premiazione della 2ª edizione dei Golden Globe si è tenuta nel 1945. 
Furono annunciati direttamente i vincitori, senza precedenti candidature.

## Premi per il cinema
Vengono di seguito indicati in grassetto i vincitori. Ove ricorrente e disponibile, viene indicato il titolo in lingua italiana e quello in lingua originale tra parentesi.
- Miglior film: La mia via (Going My Way), regia di Leo McCarey
- Miglior regista: Leo McCarey - La mia via (Going My Way)
- Miglior attore protagonista: Alexander Knox - Wilson (Wilson)
- Migliore attrice protagonista: Ingrid Bergman - Angoscia (Gaslight)
- Miglior attore non protagonista: Barry Fitzgerald - La mia via (Going My Way)
- Migliore attrice non protagonista: Agnes Moorehead - La signora Parkington (Mrs. Parkington)